# أنشوفة والكرية
أنشوفة والكرية (الاسم العلمي: Anchoa walkeri) (بالإنجليزية: Persistent anchovy)‏ هي نوع من الأسماك تتبع جنس الأنشوفة من الفصيلة البلمية.